# Hachetal und Freidorfer Hachetal
Das Hachetal und Freidorfer Hachetal ist ein Naturschutzgebiet in den niedersächsischen Städten Syke und Bassum und der Gemeinde Sudwalde in der Samtgemeinde Schwaförden im Landkreis Diepholz.

## Allgemeines
Das Naturschutzgebiet mit dem Kennzeichen NSG HA 248 ist 261,8 Hektar groß. Der größte Teil des Naturschutzgebietes ist gleichzeitig als 248,33 Hektar großes FFH-Gebiet „Hachetal“ ausgewiesen. Das Gebiet grenzt zwischen Syke und Neubruchhausen vielfach an die Landschaftsschutzgebiete „Hachetal I“ und  „Hachetal II“ und südlich von Neubruchhausen stellenweise an das Landschaftsschutzgebiet „Freidorf“ sowie südlich davon an das Landschaftsschutzgebiet „Papenhuser Sunder und Wiethoop“. Das Gebiet steht seit dem 2. November 2018 unter Naturschutz. In dem Naturschutzgebiet gingen die bisherigen Naturschutzgebiete „Hachetal“ und „Freidorfer Hachetal“ sowie Teile der angrenzenden Landschaftsschutzgebiete auf. Zuständige untere Naturschutzbehörde ist der Landkreis Diepholz.

## Beschreibung
Das Naturschutzgebiet liegt in Syke und südlich der Stadt im Osten des Naturparks Wildeshauser Geest. Es erstreckt sich entlang des Hachetals etwas unterhalb der Querung der Hache durch die Landesstraße 333 in Syke bis zur Querung der Hache im Süden des Papenhuser Sunder südlich von Neubruchhausen. Das Naturschutzgebiet umfasst neben dem Talbereich der Hache mit deren Niederung angrenzende Geesthänge sowie einige Nebentäler mit den Unterläufen der der Hache zufließenden Bäche. In den Talräumen der Hache und der Nebenbäche stocken überwiegend feuchte bis nasse Aue- und Bruchwälder mit Esche und Erle als dominierende Baumarten. Dazwischen befinden sich Wiesen und Weiden. Auf brachgefallenen Flächen entwickeln sich Sümpfe mit Hochstaudenfluren, Rieden und Röhrichten, in denen infolge der Sukzession Birken- und Zitterpappelbestände aufwachsen. In den Niederungsbereichen siedeln u. a. Sumpfdotterblume, Wassergreiskraut, Fieberklee, Walzensegge, Igelsegge, Sumpffarn und Lorbeerweide. Die Hache ist streckenweise begradigt. Sie verfügt über eine sandige Gewässersohle und flutende Wasservegetation.
Entlang der Hänge stocken Buchen- und Eichenwälder mit Rotbuche und Stieleiche als dominierende Baumarten. Dazu gesellt sich u. a. die Flatterulme. Im Naturschutzgebiet sind kleinflächig standortfremde Gehölzbestände aus Fichte, Lärche und Hybridpappel zu finden.
Die Hache ist Lebensraum des Bachneunauges. Stillgewässer im Naturschutzgebiet beherbergen den Kammmolch. Das Naturschutzgebiet ist Lebensraum verschiedener Fledermäuse.